# Ophthalmolabus monticolus
Ophthalmolabus monticolus is een keversoort uit de familie bladrolkevers (Attelabidae). De wetenschappelijke naam van de soort werd in 1924 gepubliceerd door Eduard Voss.